# Parmatergus
Parmatergus is een geslacht van spinnen uit de  familie van de wielwebspinnen (Araneidae).

## Soorten
- Parmatergus coccinelloides Emerit, 1994
  - Parmatergus coccinelloides ambrae Emerit, 1994
- Parmatergus lens Emerit, 1994